# Dolenjsko podolje
Dolenjsko podolje je podolje na severu slovenske pokrajine Dolenjske. Največje mesto je Grosuplje. Podolje sestavljajo vijugaste ravnice med številnimi gozdnatimi gričevji.